# Краеведческий музей Городовиковска
Краеведческий музей Городовиковска — музей, находящийся в Городовиковске (Калмыкия) по адресу: ул. Ленина, 13.
Памятник культурного наследия России регионального значения (№ 0830060000).

## История
Здание музея построено в 1917 году. 
Музей был открыт 1 октября 1979 года по инициативе Городовиковского райкома КПСС. Первоначально имел статус народного музея, с 1 апреля 1984 года получил статус филиала Калмыцкого республиканского музея имени Николая Пальмова.
Музей экспонирует материалы, связанные с историей Большедербетовского улуса и Городовиковска. В музее находится музейные материалы, касающиеся истории калмыцкого поселения Башанты (сегодня — Городовиковска), его основателя Михаила Гахаева, времён Великой Отечественной войны.
Музей не имеет постоянного графика работы. Чтобы его посетить, необходимо договориться с музейным работником по телефону (231) 9-1909.